# Lutherkirche (Cetate)
Die Lutherkirche (volkstümlich Evangelische Kirche, rumänisch Biserica evanghelică luterană) ist eine evangelisch-lutherische Kirche in der Strada George Coșbuc an der Piața Dr. I. C. Brătianu im  I. Stadtbezirk Cetate der westrumänischen Stadt Timișoara (deutsch Temeswar).

## Geschichte
Der erste evangelische Gottesdienst in Timișoara wurde 1795 abgehalten. Da die evangelische Gemeinde keine Kirche besaß, fand dieser zunächst in verschiedenen städtischen Institutionen statt. Im Jahr 1824 wurde die Vereinte Evangelische Gemeinschaft (rumänisch Comunitatea Protestantă Unită) gegründet und der Bau der Kirche beschlossen. Die evangelische Kirche wurde 1837–1839 nach Plänen des Architekten Anton Schmidt im klassizistischen Stil errichtet. Am 27. Oktober 1839 fand die feierliche Weihe der Kirche statt. 1890 spaltete sich die Vereinigung in die evangelische und reformierte Glaubensrichtung. Die Kirche wurde 1901 nachträglich mit einem Turm ausgestattet, in dem 1903 drei Glocken installiert wurden.
Auf der einen Seite der Kirche befindet sich das Pfarrhaus und auf der anderen ein Gebäude mit drei Stockwerken, das ursprünglich als Evangelisch-Lutherische Schule, Lutheran, vorgesehen war. Diese funktionierte schon seit 1825 als Knabenschule, in die man 1859 eine Mädchenschule integrierte. 1869 wurde die Evangelisch-Lutherische Schule geschlossen, da die Stadtverwaltung städtische Schulen errichtete und der evangelischen Kirche die Subventionen entzog.